# Phytomyza kamtschatkensis
Phytomyza kamtschatkensis este o specie de muște din genul Phytomyza, familia Agromyzidae, descrisă de Friedrich Georg Hendel în anul 1935. Conform Catalogue of Life specia Phytomyza kamtschatkensis nu are subspecii cunoscute.